# Grand Frais

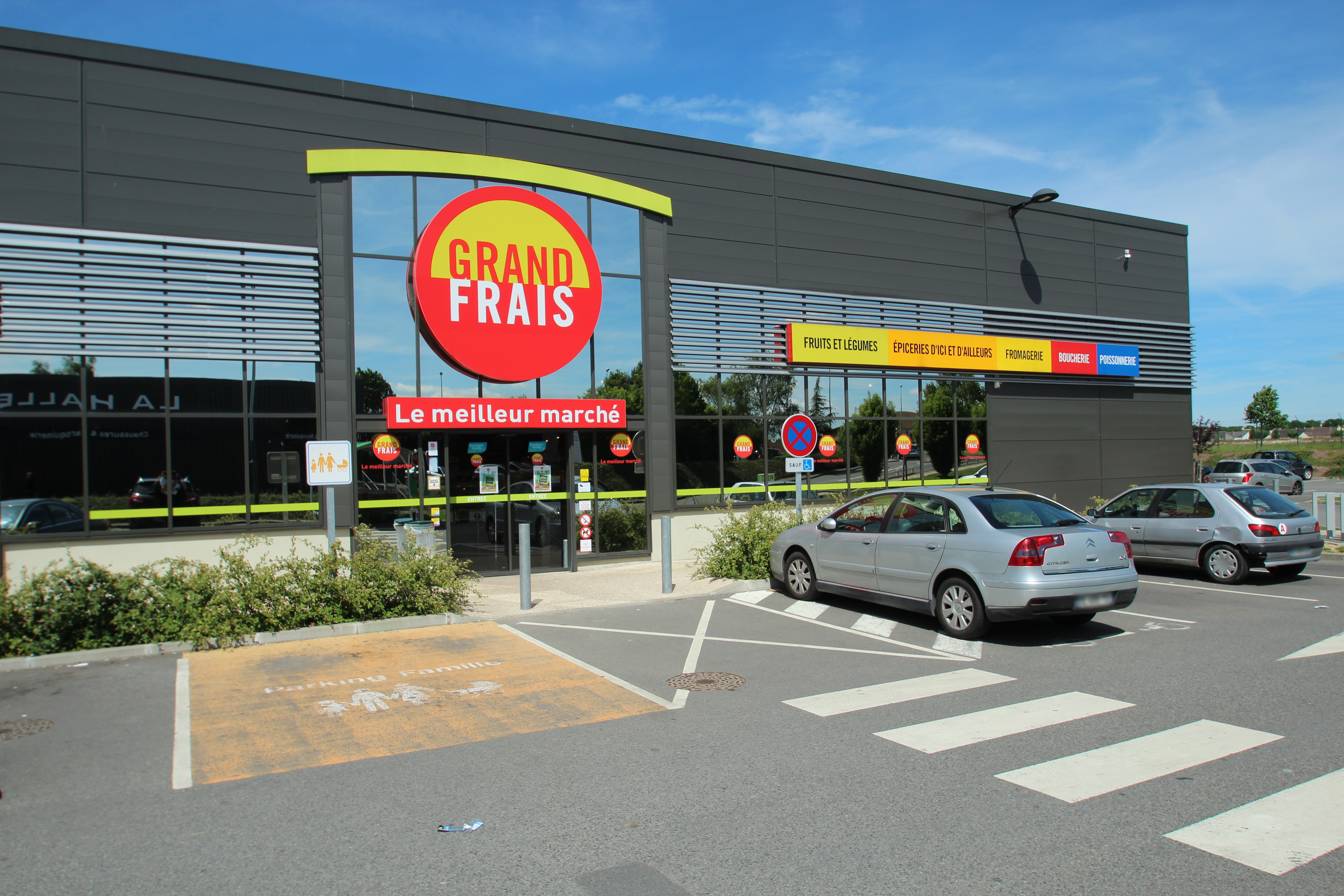
Magasin Grand Frais au centre commercial de la Giroderie à Rambouillet

Grand Frais est une enseigne de supermarchés française, créée à Givors le 1er mai 1992 et spécialisée dans les produits frais et dans l'épicerie du monde.

## Historique
Denis Dumont crée en 1992 un premier magasin. Il s'associe avec les bouchers stéphanois Despinasse, puis avec les frères Bahadourian, pour l'épicerie. Grand Frais rachète Provifruit en 1999. En 2003, le groupe 3i investit 14,3 millions d'euros dans Grand Frais. L'enseigne compte alors 20 magasins pour un chiffre d'affaires de 70 millions d'euros . En 2007, Prosol, qui dirige le réseau, reverse 28 millions d'euros à 3i, quand ce dernier s'est retiré.
En 2010, Grand Frais ouvre 94 magasins dans 40 départements. Le chiffre d'affaires 2012 est de 400 millions d'euros. En avril 2013, Grand Frais s'implante à l'étranger à Messancy en Belgique. En septembre 2015, Grand Frais rachète cinq des six magasins Carré des Halles. En 2020 l’enseigne ouvre son premier magasin à Contern (Grand Duché de Luxembourg). En décembre de la même année, le groupe compte 244 magasins sur l'ensemble de la France Métropolitaine. En 2022, Grand Frais accuse une chute de plus de 35 % de son résultat.
En 2024, le concept Grand Frais se décline avec 316 supermarchés Grand Frais, 52 supermarchés Fresh, et le service en ligne Mon-marché.fr, ouvert en 2024, pour Paris et sa proche banlieue. 

## Droit du travail
Chaque magasin Grand Frais est une société (groupement d’intérêt économique) partagée entre des partenaires qui sont présents dans ses rayons, contribuent aux dépenses communes, et récupèrent le chiffre d’affaires qu’ils réalisent dans le magasin. Dans chaque supermarché, l'effectif par société ne dépasse pas le seuil déclenchant des obligations sociales, et il n'est plus possible d'avoir des délégués de site par magasin depuis les ordonnances de 2017. Le morcellement des structures empêche les syndicats de pouvoir se faire entendre.

## Activités
Grand Frais se présente comme à mi-chemin entre un marché et un hypermarché, et se focalise exclusivement sur les denrées alimentaires. Sans se focaliser, à la différence de Bio c'bon, Biocoop ou Naturalia, sur les produits issus de l'agriculture biologique, Grand Frais mise principalement sur le vrac, les produits non transformés et les produits locaux.
Dans le cadre d'une halle couverte, les magasins Grand Frais présentent dans un même lieu cinq offres à savoir : fruits et légumes, épicerie du monde, boucherie, poissonnerie et crémerie.
Les magasins sont composés de plusieurs sociétés différentes rassemblées au sein d'un même groupement d'intérêt économique. Les rayons sont gérés par Prosol, Despi ou Novoviande pour la boucherie, Euro Ethnic Foods pour l'épicerie et Marie Blachère pour la boulangerie, ainsi que divers professionnels locaux.

## Données financières
Grand Frais n'étant pas une société cotée, les données financières à son sujet sont parcellaires et doivent être reconstituées à partir de transactions passées. A cela s'ajoute le fait que Grand Frais est en réalité un groupement d'intérêt économique, auquel sont partie plusieurs sociétés, dont les principales sont Euro Ethnic Foods ainsi que Prosol (fruits et légumes).
En 2019, Grand Frais dans son ensemble était deux fois plus rentable que la moyenne de la grande distribution et dégageait un chiffre d'affaires de 2,4 milliards d'euros.

### Euro Ethnic Foods
En 2020, les frères Bahadourian cèdent 60 % d'Euro Ethnic Foods, chargé de l'activité épicerie de Grand Frais, au fonds d'investissement PAI Partners. Euro Ethnic Foods a alors un chiffre d'affaires de 450 millions d'euros.

### Prosol
En avril 2021, Ardian envisage de céder Prosol, principale société du groupement d'intérêt économique Grand Frais, chargé de la distribution des fruits et légumes. Les négociations aboutissent à une valorisation de 3,2 milliards d'euros, soit 16 fois l'EBITDA anticipé sur l'exercice 2021, de 200 millions d'euros. Le chiffre d'affaires s'élève quant à lui à 950 millions d'euros.

## Controverses

### Barquettes de fromage
En mai 2020, les magasins Grand Frais annoncent, après de fortes pressions des consommateurs, modifier le packaging de leurs fromages, jusqu'alors placés dans des barquettes jetables plastifiées.

### Syndicats
En 2020, Grand Frais est accusé d'utiliser l'organisation des magasins, composés de plusieurs sociétés différentes rassemblées au sein d'un groupement d'intérêt économique, pour rendre plus difficile l'implantation d'un syndicat et de représentants du personnel,,.
En 2022, le syndicat SUD décide de poursuivre trois sociétés du groupe Prosol. Le syndicat reproche à l’entreprise d’utiliser une organisation en groupement d’intérêt économique composée d'une kyrielle de microsociétés pour empêcher la représentation salariale. En effet, les sociétés qui composent les halles alimentaires du groupe font moins de 11 employés, par conséquent, ces entreprises ne sont pas obligées de mettre en place un comité social et économique. En janvier 2023, un tribunal judiciaire[Quoi ?] de Lyon a néanmoins reconnu l’existence d’une seule unité économique et sociale transversale sur les magasins de Rillieux-la-Pape, Bron et Pierre-Bénite, et ordonné la tenue d’élections pour la mise en place d’un CSE (comité social et économique). Prosol a fait appel et la procédure a été renvoyée à septembre 2025. Des élections ont eu lieu entre-temps. Un membre du syndicat SUD, Frédéric Leschiera a reproché à l’enseigne d’avoir empêché leur liste de gagner. 

### Implantation illégale
Le tribunal administratif de Marseille juge que Grand Frais et Marie Blachère ont contourné les règles d’urbanisme dans l'implantation du magasin dans la zone de Plan de Campagne et ordonne leur fermeture.